# Jan Svatopluk Presl
Jan Svatopluk Presl (Praga, 4 de setembro de 1791 — Praga, 6 de abril de 1849) foi um  químico e botânico tcheco.

## Biografia
Fez seus estudos de medicina na Universidade  Karlo-Ferdinandově de Praga e obteve o seu doutorado em  1816.
Era irmão do botânico Karl Borzowoj Presl (1794–1852).  A Sociedade Botânica Tcheca homenageou a memória dos dois irmãos nomeando a sua principal publicação de  Preslia (fundada em 1914).

## Obras
- O přirozenosti rostlin aneb rostlinář, obsahugjcj popsánj a wyobrazenj rostlin podlé řádů přirozených zpořádané ... / wydán Bedřichem Wšejmjrem hrabětem z Berchtoldu a Janem Swatoplukem Preslem. Jos. Kaus,Praga 1823.
- Flora Čechica (1819, spolu s bratrem Karlem Bořivojem) – první dokončená systematicky zpracovaná česká květena popisující (1498);
- Mantissa I. ad Floram Čechicam (1822)
- Lučba čili chemie zkusná (1828–1835)
- Nerostopis čili Mineralogie (1837)